# 貝布爾河
貝布爾河（法語：Besbre，法語發音：[bɛbʁ]）是法國的河流，位於該國中部，屬於卢瓦尔河的左支流，河道全長106公里，流域面積762平方公里，發源自蒂耶尔東北面，河口處在迪乌。

## 外部連結
- http://www.geoportail.fr（页面存档备份，存于）
- The Besbre at the Sandre database